# Mechanizm odpalający
Mechanizm odpalający – w broni palnej, mechanizm którym odpalane są naboje lub pociski rakietowe.
W broni palnej występują mechanizmy odpalające typu mechanicznego (nazywane również mechanizmem spustowo-uderzeniowym) powodujące odpalenie naboju przez uderzenie iglicy w spłonkę, elektryczne powodujące zapalenie ładunku miotającego za pomocą zapału elektrycznego, który umieszczony jest w podsypce prochowej ładunku lub elektromechaniczne powodujące odpalenie za pomocą mechanizmu uderzeniowego wyzwalanego elektrycznie za pomocą np. elektrospustu.